# Kvatropirci
Kvatropirci so slovenska glasbena skupina, ki jo sestavljajo basist Matej Kocen, baritonist Albin Jordan in tenorista Samo Kališnik ter Tomaž Krt. Skupina deluje od leta 2011. Ustanovni člani skupine so se spoznali v kamniškem mešanem pevskem zboru Odmev, v katerem so vsi več let prepevali. 
V letu 2019 se jim je pridružil nov basist Matej Kocen, ki je zamenjal prvega basista Gorazda Zapuška. V letu 2022 je Albin Jordan zamenjal prejšnjega beritonista Jureta Jakliča. Leta 2016 so s skladbo Pesem, ki so jo zapeli skupaj z Manco Špik, na Melodijah morja in sonca, prejeli največ glasov občinstva in skupno dosegli drugo mesto. Leta 2019 so s svojo skladbo Veter je vel na Melodijah morja in sonca prejeli skupno 2. mesto in še nagrado za najboljšo izvedbo skladbe na festivalu.

## Nastopi na glasbenih festivalih

### Melodije morja in sonca
- 2016: Pesem − 2. mesto (z Manco Špik)
- 2019: Veter je vel − 2. mesto in nagrada za najboljšo izvedbo skladbe na festivalu